# بنای سنگی توکمری
بنای سنگی توکمری در شهرستان شوشتر، شمال غرب قدمگاه صاحب الزمان واقع شده و این اثر در تاریخ ۵ آذر ۱۳۸۰ با شمارهٔ ثبت ۴۳۳۲ به‌عنوان یکی از آثار ملی ایران به ثبت رسیده است.